# 4-甲酰氨基苯酚
4-甲酰氨基苯酚是一种有机化合物，化学式为C7H7NO2。它可由4-氨基苯酚和甲酸乙酸酐反应，或和甲酸在催化下反应制得。

## 反应
4-甲酰氨基苯酚和溴化苄在三乙胺存在下反应，可以得到N-(4-苄氧基苯基)甲酰胺。